# Eriocaulon pallescens
Eriocaulon pallescens là một loài thực vật có hoa trong họ Eriocaulaceae. Loài này được (Nakai) Satake mô tả khoa học đầu tiên năm 1939.